# Théorème de Feit-Thompson
En mathématiques, et plus précisément en théorie des groupes, le théorème de Feit-Thompson,, également appelé théorème de Feit et Thompson, ou théorème de l'ordre impair, énonce que tout groupe fini d'ordre impair est résoluble, ce qui équivaut à dire que tout groupe simple fini non commutatif est d'ordre pair. Ce théorème, conjecturé en 1911 par William Burnside, fut démontré en 1963 par Walter Feit et John Griggs Thompson.

## Historique
Le théorème lui-même et bon nombre de techniques que Feit et Thompson inauguraient dans leur démonstration jouèrent un rôle essentiel dans la classification des groupes simples finis.
La démonstration originale de Feit et Thompson, longue de plus de deux cent cinquante pages, a été simplifiée dans certains détails, mais elle n'a pas été considérablement raccourcie et sa structure générale n'a pas été modifiée. Une démonstration simplifiée a été publiée en deux volumes,. Une esquisse de la démonstration est présentée dans Finite Groups de Daniel Gorenstein.
Une formalisation de la démonstration en Rocq (un assistant de preuve) a été achevée en septembre 2012 par Georges Gonthier et son équipe du laboratoire commun Inria-Microsoft,,.

## Nombre résoluble
Un nombre résoluble est un entier n ≥ 1 tel que tout groupe d'ordre n soit résoluble. On déduit du théorème de Feit-Thompson une généralisation : n est résoluble si et seulement s'il n'est multiple d'aucun des nombres suivants :
- {\displaystyle 2^{p}(2^{2p}-1)} pour p premier ;
- {\displaystyle 3^{p}(3^{2p}-1)/2} pour p premier impair ;
- {\displaystyle p(p^{2}-1)/2} pour p premier strictement supérieur à 3 tel que {\displaystyle p^{2}+1\equiv 0{\pmod {5}}} ;
- {\displaystyle 2^{4}\times 3^{3}\times 13} ;
- {\displaystyle 2^{2p}(2^{2p}+1)(2^{p}-1)} pour p premier impair.

En particulier, si n n'est pas divisible par 4 (ou s'il n'est divisible ni par 3, ni par 5), alors il est résoluble.